# Handley Page Manx
Le Handley Page HP.75 Manx était un avion expérimental britannique conçu par Handley Page, qui effectua des vols d'essai au début des années 1940. Il était remarquable pour sa conception peu conventionnelle : une aile volante sans queue, à hélice propulsive.